# Conjuntos disjuntos

A e B são dois conjuntos disjuntos.

Em matemática, dois conjuntos são ditos disjuntos se não tiverem nenhum elemento em comum. Em outras palavras, dois conjuntos são disjuntos se sua interseção for o conjunto vazio.

## Exemplos
- O conjuntos: {\displaystyle \{1,2,3\}\,} e {\displaystyle \{6,7\}\,} são disjuntos pois não possuem elementos em comum.
- O conjunto dos números pares e o conjuntos dos números impares são disjuntos, pois não existe um número que seja par e impar ao mesmo tempo.
- O conjunto dos números primos e o conjunto dos números pares não são disjuntos pois o número 2 é par e primo ao mesmo tempo.

## Definição
Dois conjuntos {\displaystyle A\,} e {\displaystyle B\,} são ditos disjuntos se:
{\displaystyle A\cap B=\emptyset \,}
Uma família de conjuntos é dita disjunta dois a dois ou mutuamente disjunta se dados dois conjuntos quaisquer da família, eles são disjuntos. Mais formalmente falando, seja {\displaystyle A_{\lambda }\,} uma família de conjuntos disjuntos indexados pelo índice {\displaystyle \lambda \in \Lambda \,}, então:
{\displaystyle A_{i}\cap A_{j}=\emptyset ,~~\forall i,j\in \Lambda ,~i\neq j\,}
Observe cuidadosamente que {\displaystyle \bigcap _{\lambda \in \Lambda }A_{\lambda }=\emptyset \,} não implica que a família seja disjunta dois a dois. Um contraexemplo seria: {\displaystyle \{\{1,2\},\{2,3\},\{3,1\}\}\,}.

## Partição
Uma partição é uma família {\displaystyle \{A_{\lambda },\lambda \in \Lambda \}\,} de subconjuntos disjuntos de um espaço {\displaystyle X\,} cuja união é todo o espaço:
- {\displaystyle \bigcup _{\lambda \in \Lambda }A_{i}=X.\,}
- {\displaystyle A_{i}\cap A_{j}=\emptyset ~~\forall i,j\in \Lambda ,~i\neq j.\,}

Partições aparecem naturalmente como classes de equivalência em uma relação de equivalência.